# Lycabette
Le Lycabette ou Lykavittós (en grec ancien : Λυκαβηττός) est une colline de l'Attique appartenant à la chaîne du Pentélique, située à Athènes.
La colline a donné son nom au quartier de Lykavittós, qui constitue une sous-partie informelle des quartiers de Kolonáki et Neápoli. La colline est une destination touristique. On peut y accéder par le funiculaire du Lycabette, un funiculaire qui la gravit depuis Kolonáki (la gare se trouve rue Aristippou). À ses deux sommets se trouvent respectivement la chapelle Saint-Georges, qui date du XIXe siècle et un amphithéâtre et un restaurant.

## Toponymie

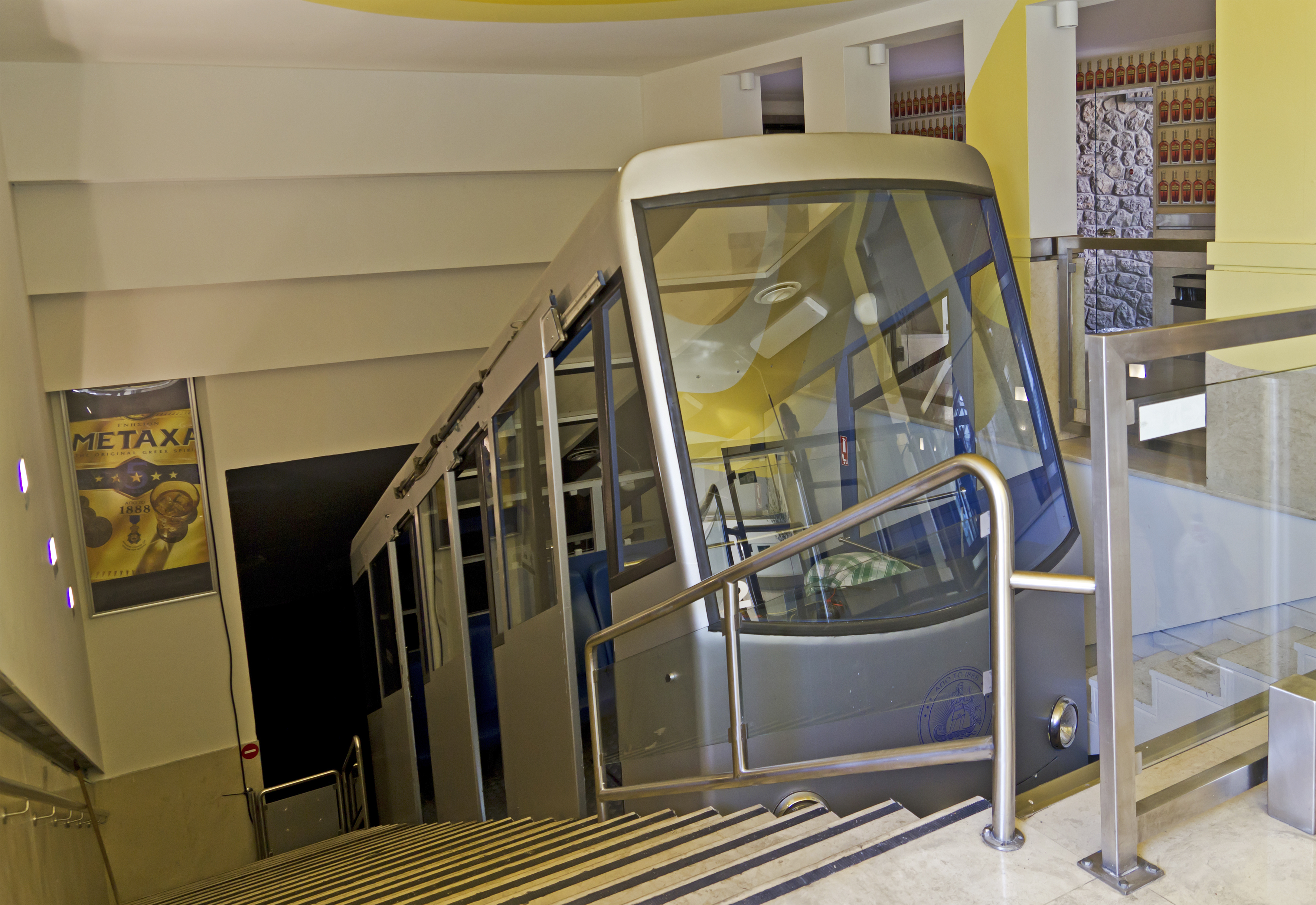
Le funiculaire du Lycabette.

L'étymologie de son nom n'est pas assurée. On a pensé, par exemple que cette hauteur était un refuge de loups (en grec : lukoi) ou encore qu'elle aurait porté un sanctuaire dédié à Lycos, fils de Pandion (en grec : lukios). Il semblerait qu'il faille trouver une explication sur l'existence en grec ancien du terme lukabas signifiant : « année ». En effet, on sait qu'en Allemagne méridionale et en Suisse, on appelle « Jahresberg » des montagnes sur le sommet desquelles l'apparition de soleil indique le commencement du printemps, et donc de l'année, dans l'ancien calendrier julien (en allemand Jahr signifie « année »). Il est possible que le Lycabette, vu d'un certain endroit, ait eu une fonction analogue, mais cela n'apparaît sur aucun document ancien.

## Géographie
Formée au Crétacé, elle est constituée de calcaire gris. Elle culmine à 277 mètres et constitue le point le plus élevé de la ville d'Athènes : le panorama qu'elle offre sur la ville en fait une destination touristique appréciée. 

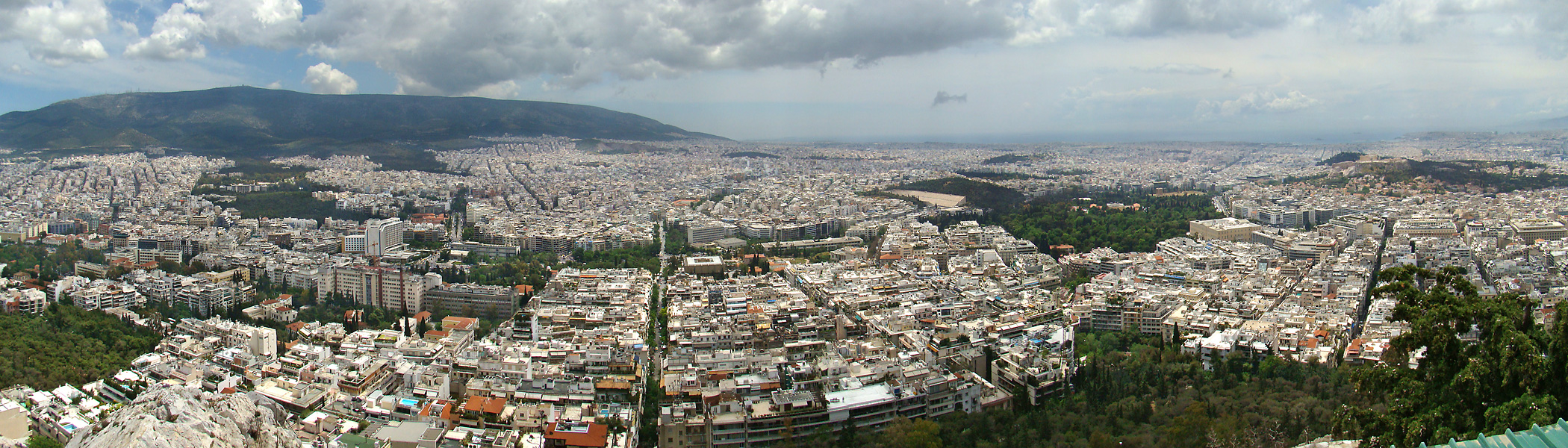
Panorama d'Athènes depuis la colline du Lycabette, avec vue sur le stade panathénaïque, le temple de Zeus olympien, le Parlement hellénique, le jardin national et l'Acropole.

## Histoire

### Origines mythologiques
Mythologiquement, l'existence du Lycabette est attribuée à la déesse Athéna. La déesse l'aurait en effet créée lorsqu'elle a laissé tomber une montagne de calcaire qu'elle transportait depuis la péninsule de Pallène pour la construction de l'Acropole après que la boîte contenant Érichthonios avait été ouverte.

### La colline au fil du temps
La colline a semble-t-il presque toujours été inhabitée à l'exception d'un moine ermite au XIXe siècle mais a été utilisée a des fins religieuses depuis l'Antiquité. Les traces d'un temple dédié à Zeus y ont ainsi été trouvées, premier monument connu construit sur le plus haut des deux sommets de la colline. Il fut plus tard remplacé par une église de l'époque byzantine. Enfin, une petite église, la chapelle Saint-Georges (Ágios Geórgios), y fut construite au XVIIIe siècle, remplaçant l'église byzantine. La chapelle était dépourvue de clocher à l'origine, ce dernier ayant été construit en 1902.
Une forêt de pins a été plantée au début du XXe siècle sur ses flancs et à ses pieds, à l'origine presque entièrement dépourvus d'arbres.
Un amphithéâtre et un restaurant furent construits sur le deuxième sommet de la colline.
Un funiculaire, inauguré en 1965, permet de rejoindre le sommet sur lequel se trouve la chapelle.

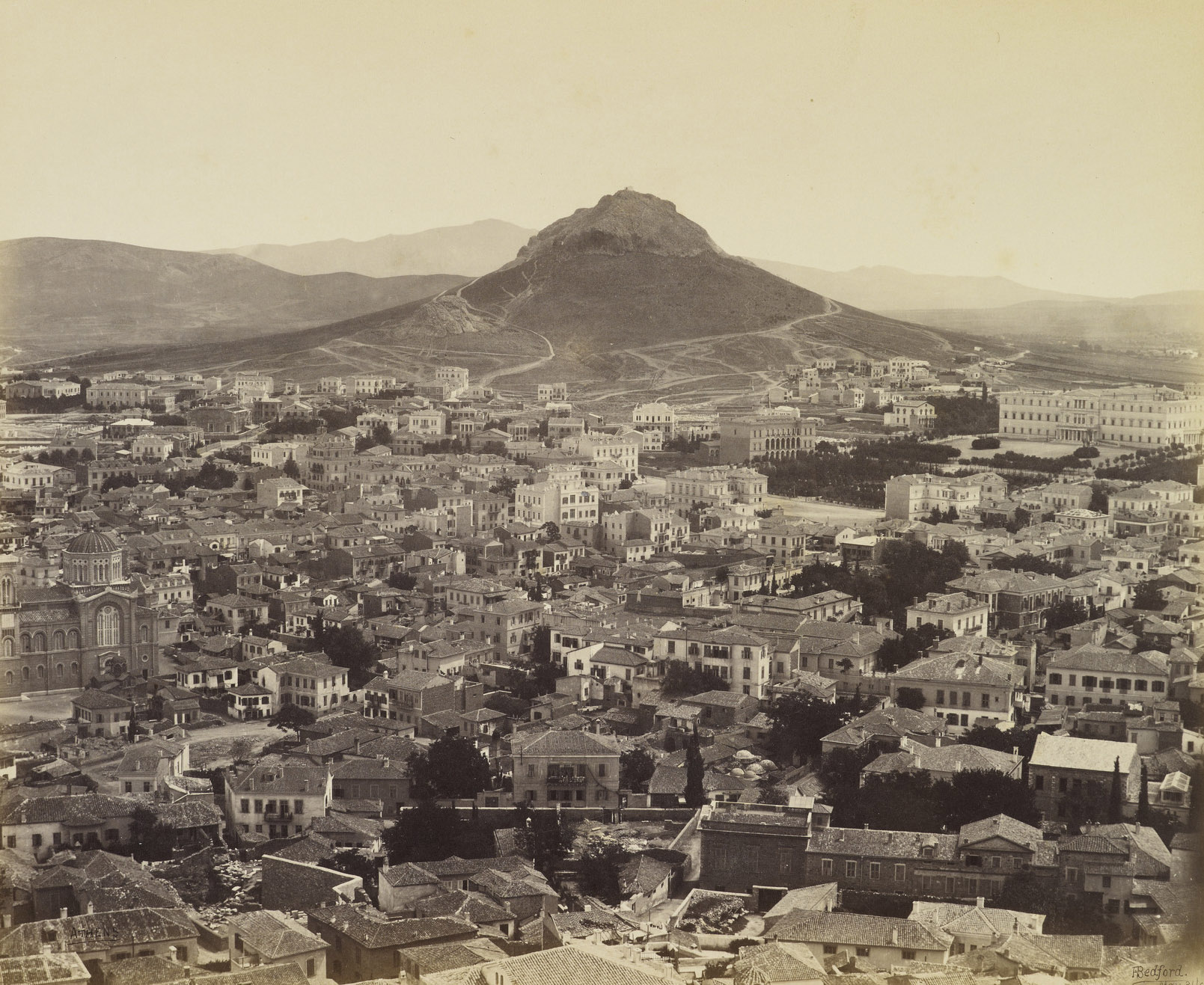
Lycabette depuis l'Acropole par Francis Bedford, 1862.
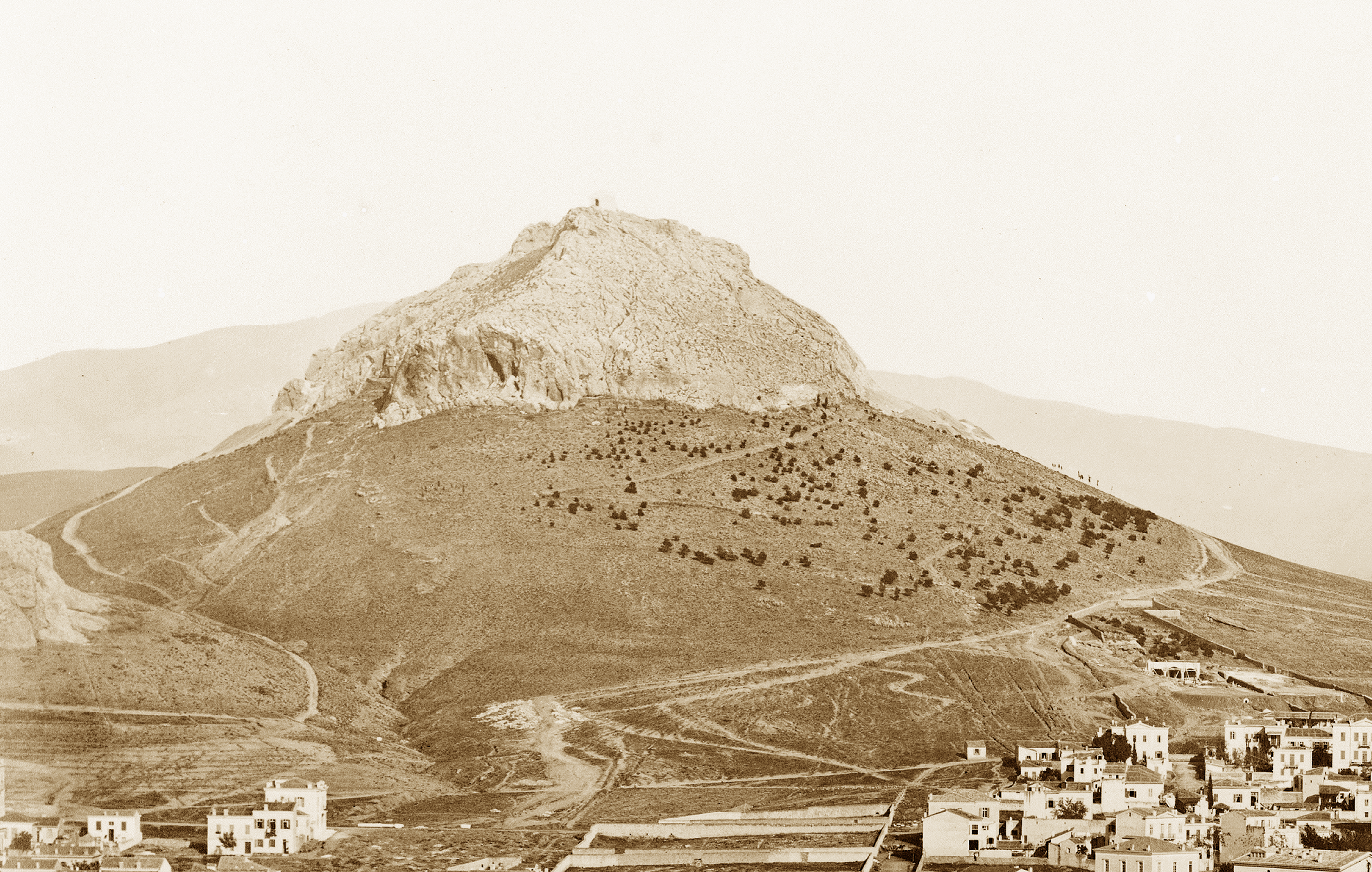
Lycabette c. 1870-80, avant construction du clocher et la plantation moderne de pins.
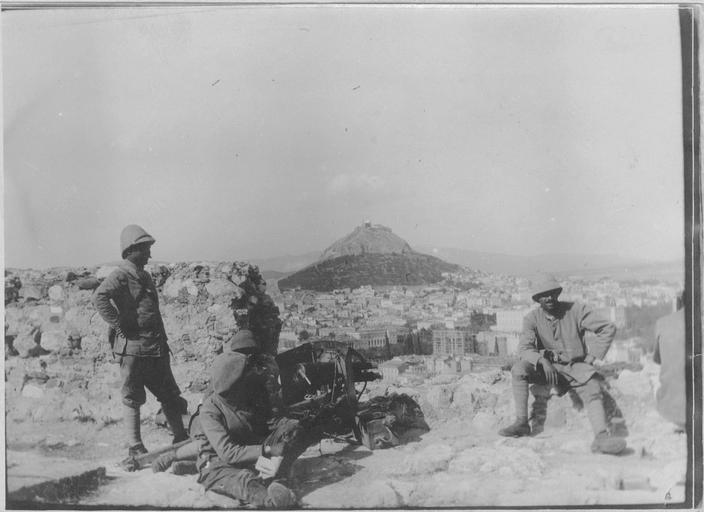
Pins encore jeunes en 1917.
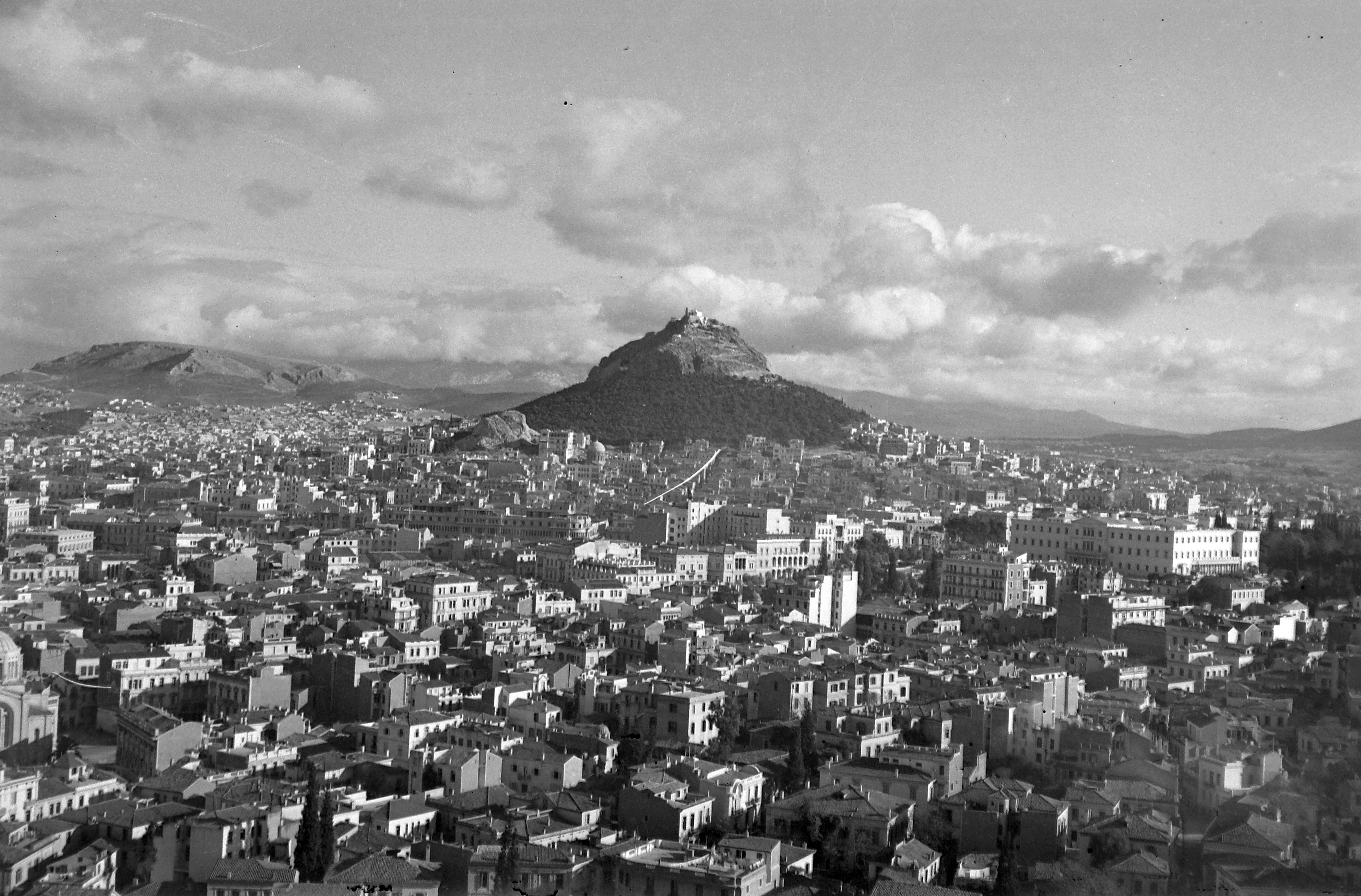
Bois dense en 1935.

## Église Saint-Georges

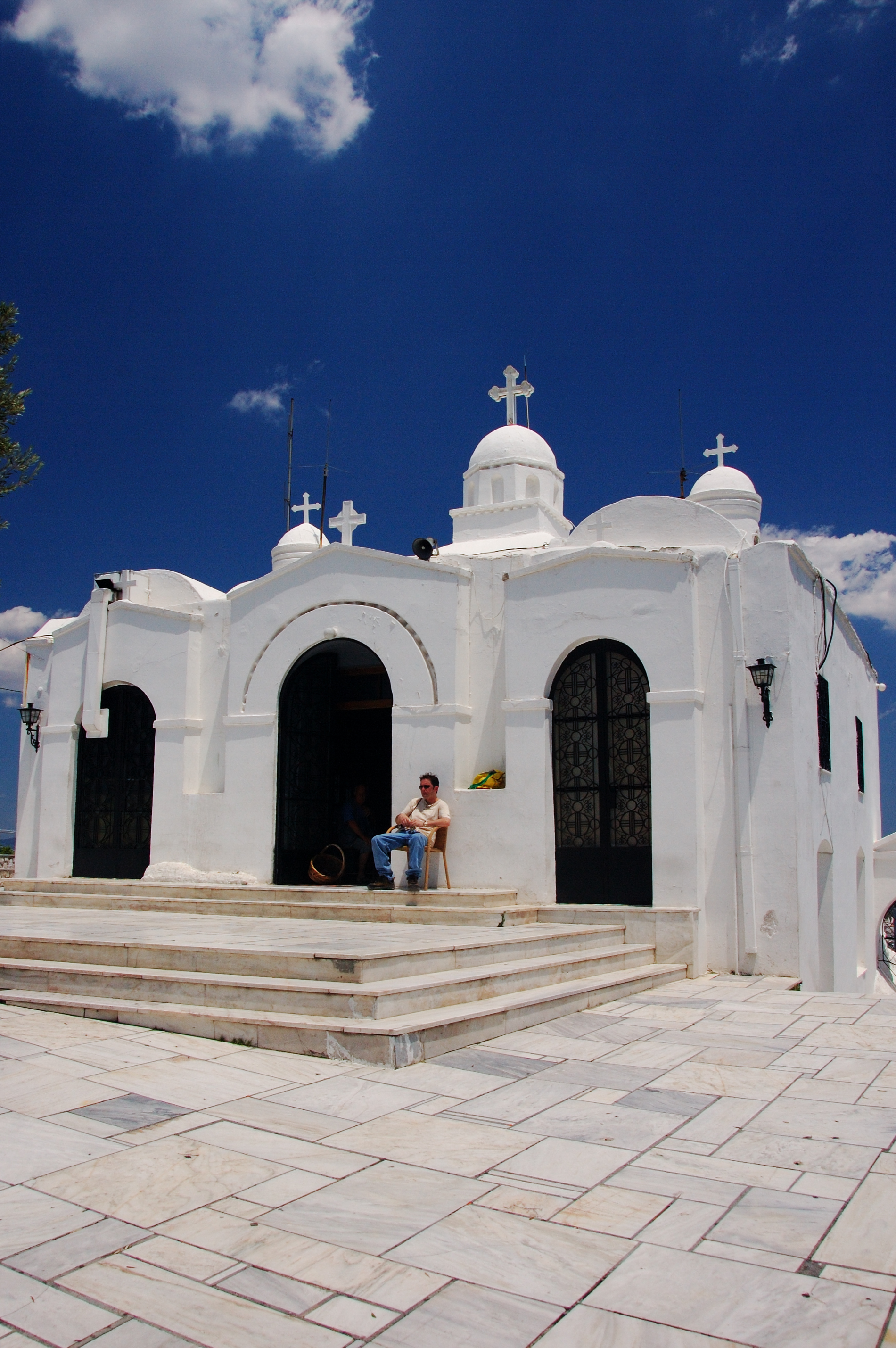
Chapelle Saint-George au sommet.

La chapelle Saint-George (Ágios Geórgios) est couverte d'un badigeon de chaux et présente un style architectural qui la démarque nettement de la plupart des églises construites à la même époque.
Le clocher a été construit en 1902 grâce à un don de Nicholas Thon (en), un riche propriétaire terrien et membre de la cour du roi Othon. La grande cloche du clocher, fabriquée en Russie, fut offerte à l'église par la reine Amalia.
Une cellule d'ermite jouxte l'église. Elle fut construite au XIXe siècle par un moine crétois qui a vécu sa vie au sommet de la colline.

## Théâtre

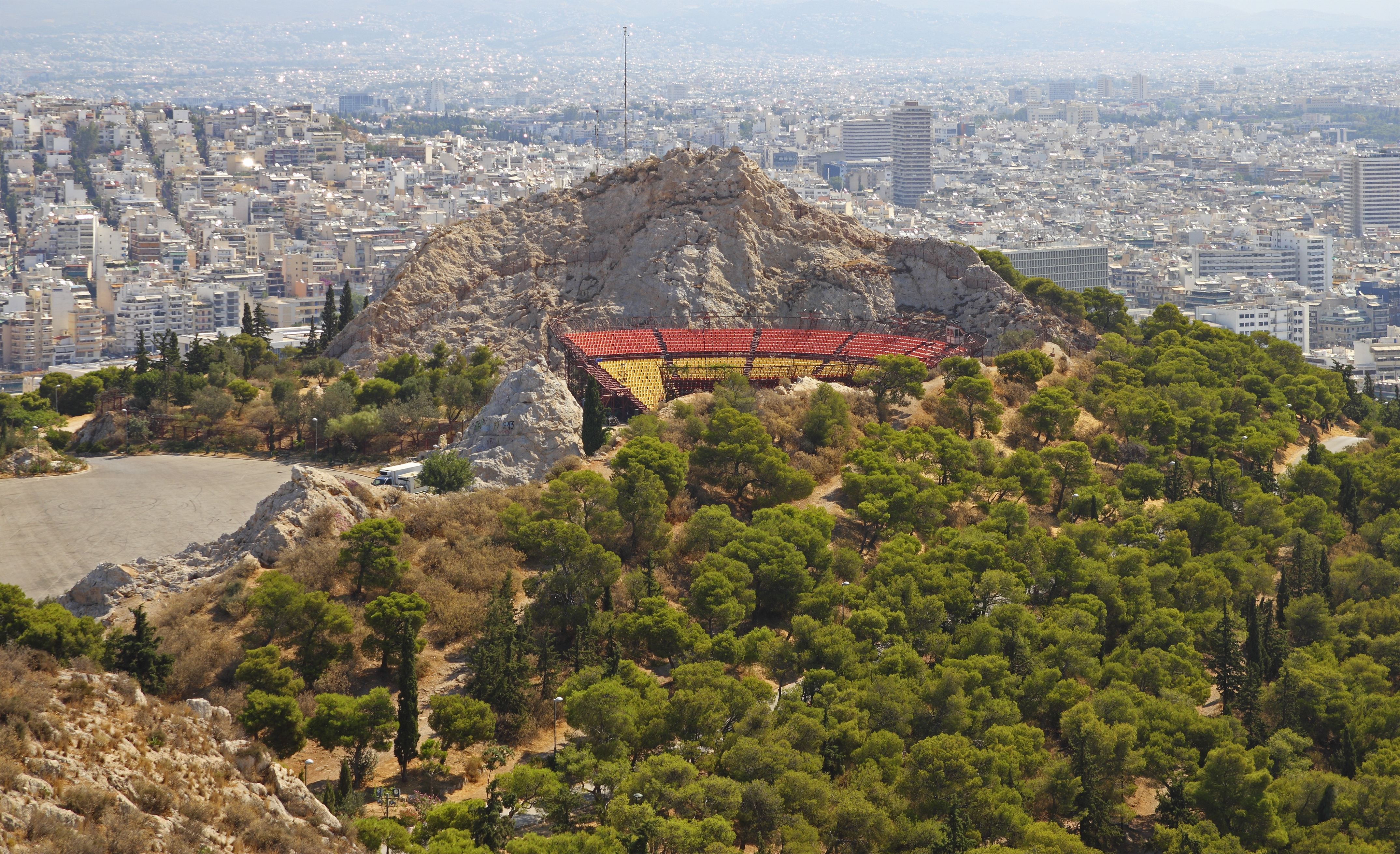
Théâtre du Lycabette.

La colline abrite un grand amphithéâtre en plein air près de son sommet, qui a accueilli de nombreux concerts grecs et internationaux. En 2008, il a fermé pour des raisons de sécurité. En 2022, la ville d'Athènes a proposé de le rénover et de le rouvrir. Après 15 ans de fermeture, l'amphithéâtre a rouvert ses portes en septembre 2023.